# Aurelio Tibaldeschi

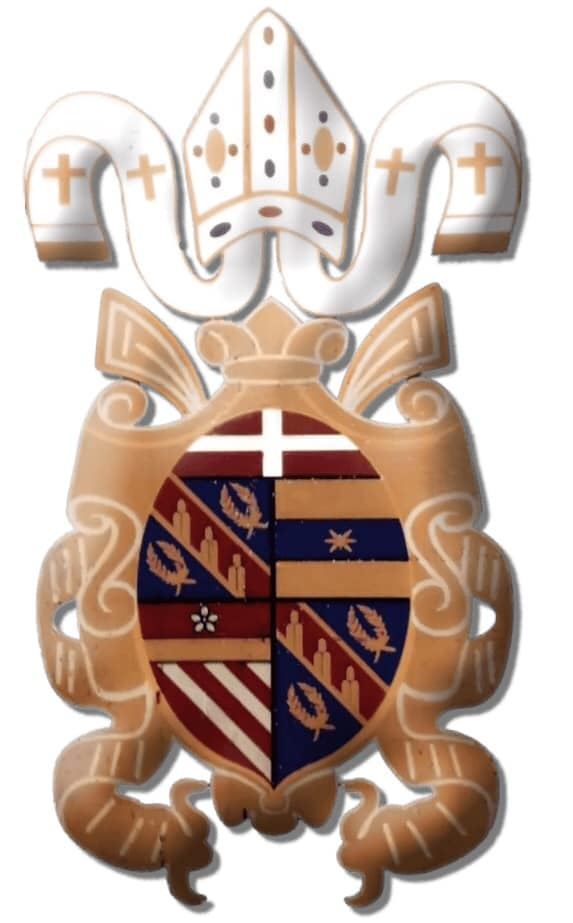
Stemma personale di S. E. mons. Aurelio Tibaldeschi, vescovo di Ferentino (1554-1585) cavaliere Gerosolimitano (1542) Commendatore delle Commende Melitensi di San Giacomo di Ferentino, di Albarese e San Giustiniano di Perugia.(1560)

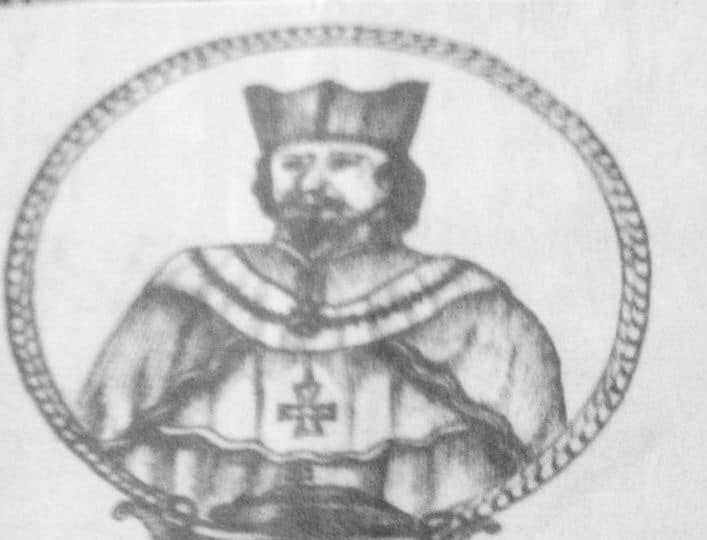
Stampa del 1850, raffigurante S.E. mons. Aurelio Tibaldeschi, vescovo di Ferentino (1554-1585), cavaliere Gerosolimitano (1542), commendatore delle Commende Melitensi di San Giacomo di Ferentino, di Albarese e di San Giustiniano di Perugia (1560

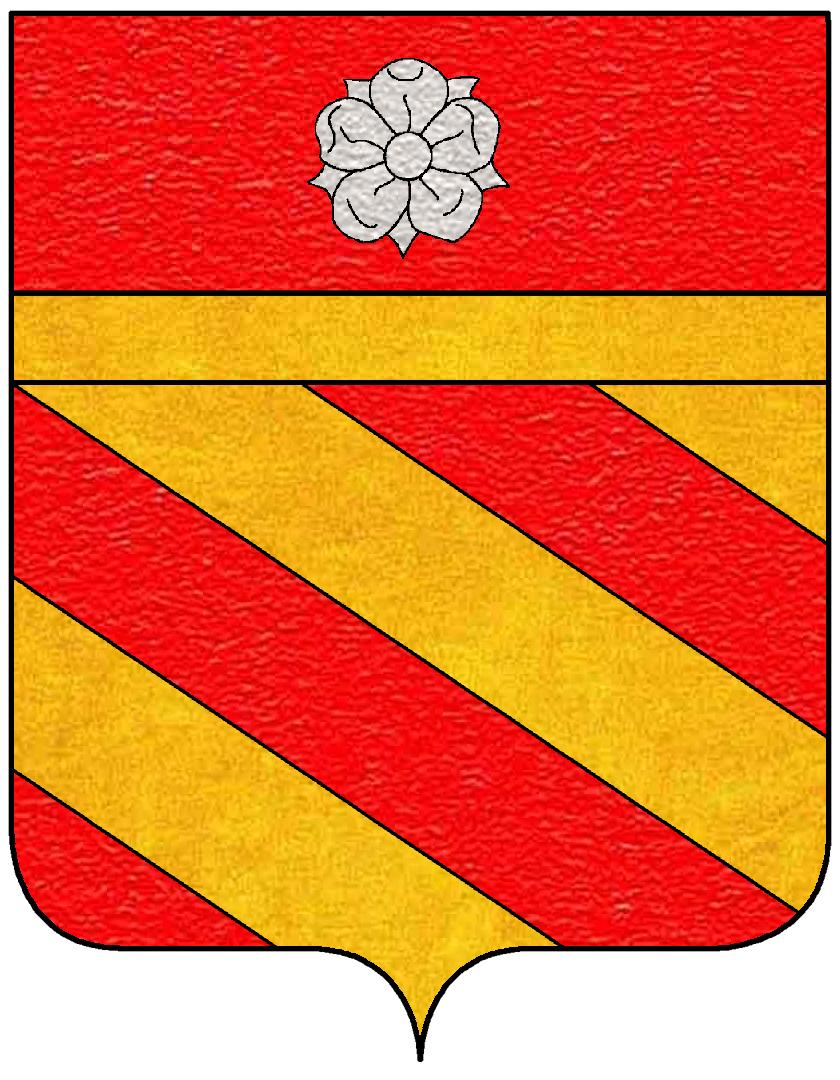
Stemma Tibaldeschi

Aurelio Tibaldeschi (Ferentino, 1516 – Roma, 1585) è stato un vescovo cattolico italiano.

## Biografia

### Primi anni
Primogenito del nobile romano Giulio Cesare (figlio del vescovo di Civitate Roberto Tibaldeschi) e della nobildonna Lorenza (figlia di Pier Paolo Ciocchi del Monte, gonfaloniere di Perugia, e Maria Soggi), era fratello di Fabrizio e Vincenzo, nonché nipote del futuro papa Giulio III e del Gran Maestro dell'Ordine di Malta Pietro del Monte.
Fu mandato a studiare a Roma, dove la famiglia possedeva terre e case. Nuovamente a Ferentino, divenne cavaliere di San Giovanni di Gerusalemme, prendendo il nome di fra Aurelio. Nel 1544 e nel 1548 compare in due rogiti notarili, rispettivamente come commendatario della commenda melitense di San Leonardo di Sezze e come cavaliere gerosolimitano e commendatario della commenda melitense di San Giacomo di Ferentino.

### Episcopato
Il 30 aprile 1554, lo zio Giulio III lo consacrò vescovo di Ferentino. L'Ughelli lo ricorda così: «Ferentini: Fr Aurelius de Theobaldeschis Ferentinus, eques Hierosolytanus, Julii III, Papae affinis, patriae obtinuit Episcopatum 1554 postrema die mensis Aprilis, Julii III. Sedente Diu superstes fuit, essoetaeque Aetatis decessit 1584».
Il 5 luglio 1563 è menzionato nel rogito notarile come vescovo di Ferentino e commendatario della commenda melitense di San Giacomo di Ferentino. Lo storico Bartolomeo del Pozzo scrive: «Anno 1554, Fra Fabrizio Aurelio Tibaldeschi vescovo, commendatore d'Albarese e di S. Giustiniano di Perugia».
Anche Teodoro Amayden, nella Storia delle Famiglie Romane, alla voce Tibaldeschi, lo chiama Fabrizio, confondendolo con il fratello, e pone la data di creazione al cavalierato gerosolimitano al 1554.
La data del 1554, avallata da del Pozzo e Amayden, è però smentita dai due documenti citati, rinvenuti nell'archivio storico notarile e comunale di Ferentino, secondo i quali Aurelio era già cavaliere gerosolimitano nel 1544.
Durante la guerra di Campagna (1556-1557) Tibaldeschi  fu un collaborazionista degli spagnoli, tanto che Marco Antonio Colonna, che combatteva sotto bandiera spagnola, in quanto privato del ducato di Paliano, nel 1557 nominò il fratello Vincenzo Governatore di Ferentino e Capitano.
Subito dopo la guerra Tibaldeschi fece restaurare il palazzo vescovile, che era stato danneggiato. Operò anche una parziale restaurazione della chiesa di San Pietro in Ferentino, trasformando in oratorio per la Confraternita del Santissimo Sacramento un luogo che era stato usato come arsenale durante il conflitto.
Il pontefice Paolo IV inviò a Frosinone il cardinale Vitellozzo Vitelli, come Legato pontificio, il quale, constatati i danni provocati dalla guerra, fece esentare dalle collette i miseri abitanti sia della città che di tutta la Campagna.
È stato detto che «durante l'episcopato di mons. Aurelio Tibaldeschi (1554-1585), nipote del pontefice Giulio III, visitarono la diocesi di Ferentino numerosi vicari apostolici, che si trattennero nella città fino alla morte del presule». Ciò lascerebbe intendere che lungo tutto l'episcopato di Tibaldeschi, i visitatori apostolici ne controllassero l'operato. Tuttavia, i visitatori furono a Ferentino, e per di più sporadicamente, solo negli ultimi anni di vita di Tibaldeschi, tra il 1578 e il 1585, ed era altresì prassi, dopo il concilio di Trento, che vicari apostolici venissero mandati per appurare l'osservanza dei decreti conciliari. L'autorità vescovile non fu mai messa in discussione, neanche quando i vicari erano presenti. D'altra parte, fin dal 1574 Tibaldeschi era stato incaricato da Gregorio XIII di seguire, come procuratore, la gestione della Santa Casa di Loreto, ufficio che richiedeva grande lavoro e competenza.
Da precursore del Concilio, Tibaldeschi volle riordinare il clero della sua diocesi cominciando dal problema delle ordinazioni e delle prebende. Questo lavoro gli procurò non pochi fastidi da parte di un clero riottoso e geloso dei propri interessi e prerogative. La situazione ferentinate era d'altronde del tutto conforme a quella delle altre diocesi cinquecentesche.
Per favorire le vocazioni e aumentare il numero dei presbiteri, Tibaldeschi cercò di ovviare all'assenza di seminari imponendo ai comuni diocesani una tassa di due scudi per i chierici. Ciò si ricava da una seduta del consiglio cittadino di Ceccano del 24 novembre 1580, nella quale i consiglieri approvano di pagare scudi due «alli tontici che vanno imparando la dottrina cristiana», come per ordine ricevuto. L'attività pastorale di Tibaldeschi si fece sentire a Patrica, dove bisognava sanare la disastrosa situazione post-bellica.
Il 14 gennaio 1554, a San Lorenzo (attuale Amaseno), Tibaldeschi ordinò l'unione del capitolo di San Pietro, le cui rendite erano scarse, con quello di Santa Maria. Il 23 marzo 1564, fece redigere l'inventario dei beni della chiesa di Santa Maria.
Il 29 settembre 1576 consacrò l'altare maggiore (poi demolito nel 1693) della cattedrale di Ferentino.
Nello stesso anno, a Ceccano, approvò l'erezione della Confraternita del Santissimo Sacramento e quella del Rosario, e consacrò la chiesa della Madonna degli Angeli.